# 伊桑巴德·金德姆·布鲁内尔
伊桑巴德·金德姆·布魯內爾 FRS（/ˈɪzəmˌbɑːd bruːˈnɛl/，1806年4月9日—1859年9月15日）是一名英国工程师，皇家学会会员。
布魯內爾取得了許多工程學上的第一項成就，包括協助在通航河（泰晤士河）建造了第一條隧道，並設計了不列顛第一艘螺旋槳驅動的遠洋鐵船SS大不列顛。該船於1843年下水時，已是有史以來最大的船隻。布魯內爾提議建造蒸汽動力的鐵殼船至北美，使英國感到驚訝。
布魯內爾設計建造了三艘徹底改變了海軍工程的艦船：SS大西方號（1838年），SS大不列顛（1843年）與SS大東方號（1859年）。
在2002年英国广播公司举办的“最伟大的100名英国人”评选中名列第二（仅次于温斯顿·丘吉尔）。布魯內爾的贡献在于主持修建了大西部鐵路、系列蒸汽輪船（包括第一艘螺旋槳橫跨大西洋大蒸汽船）和眾多的重要橋樑。他革命性地推動了公共交通、現代工程等領域。

## 早年
布魯內爾出生于英国朴茨茅斯波特西岛的不列颠街（Britain Street），有两个姐姐,。他的父亲馬可·伊桑巴德·布魯內爾在当地的造砖场（Portsmouth Block Mills）工作，是一名工程師。母亲是索菲亚·金德姆（Sophia Kingdom）。
1808年，由于马可的工作缘故，全家搬到伦敦。八歲時，他被送至霍夫的莫雷爾博士的寄宿學校。他的父親是法國人，決心讓布魯內爾接受他在青年時所享受的法國高品質教育。因此，年僅14歲的布魯內爾首先在卡昂-諾曼第大學就讀，隨後在巴黎亨利四世中學入學。
15岁时，他的父亲马可因负债£5,000入狱。但马可爆出他正在考虑沙皇亚历山大一世邀请前往俄国工作。为避免损失一位优秀的工程师，1821年8月，英政府解除了他的债务，以换取对方承诺留在英国。
1822年，布魯內爾和他的父親一起工作。
1830年，24岁的布魯內爾成為英國皇家科學院成員。

## 泰晤士河隧道
經過了一百多年的時間，布魯內爾設計的眾多建築物仍然正常使用。布魯內爾的第一個工程項目，泰晤士隧道，现在成为伦敦地上铁東倫敦線的一部分。
羅瑟希德河床的組成通常只不過是沉積物和疏鬆的礫石。馬可·布魯內爾設計的巧妙的隧道設施有助於保護工人免受塌方的損害。但兩次嚴重的洪水事件使工作長期中斷。1828年發生的事件殺死了兩名工人，伊桑巴德也險些逃脫了死亡。他受了重傷，休養了六個月。
儘管泰晤士河隧道最終在完成，但布魯內爾並沒有進一步參與該隧道的建設。布魯內爾基於他父親的想法，旨在設計一種發動機，該發動機依靠交替加熱和冷卻由碳酸銨和硫酸製成的二氧化碳而產生的動力。儘管有幾方（包括海軍部）的興趣，但布魯內爾僅憑燃油經濟性就認為該實驗是失敗的，並於1834年後中止。

## 橋樑學
布魯內爾設計了克利夫頓橋。當時，它的跨度已是世界任何橋樑中最長。布魯內爾向以托馬斯·特爾福德（Thomas Telford）為首的委員會提交了四項設計，但特爾福德拒絕了所有參賽作品，而是提出了自己的設計。公眾的強烈反對迫使組委會舉行了新的比賽，布魯內爾贏得比賽。
之後，布魯內爾向他的姐夫，政治家本傑明·霍斯致信：在我所做的所有出色成就中，我認為昨天是我表現最出色的一日。

## 大西部鐵路
布鲁内尔还研究了空气铁路，最终没有成功。

## 跨大西洋航運

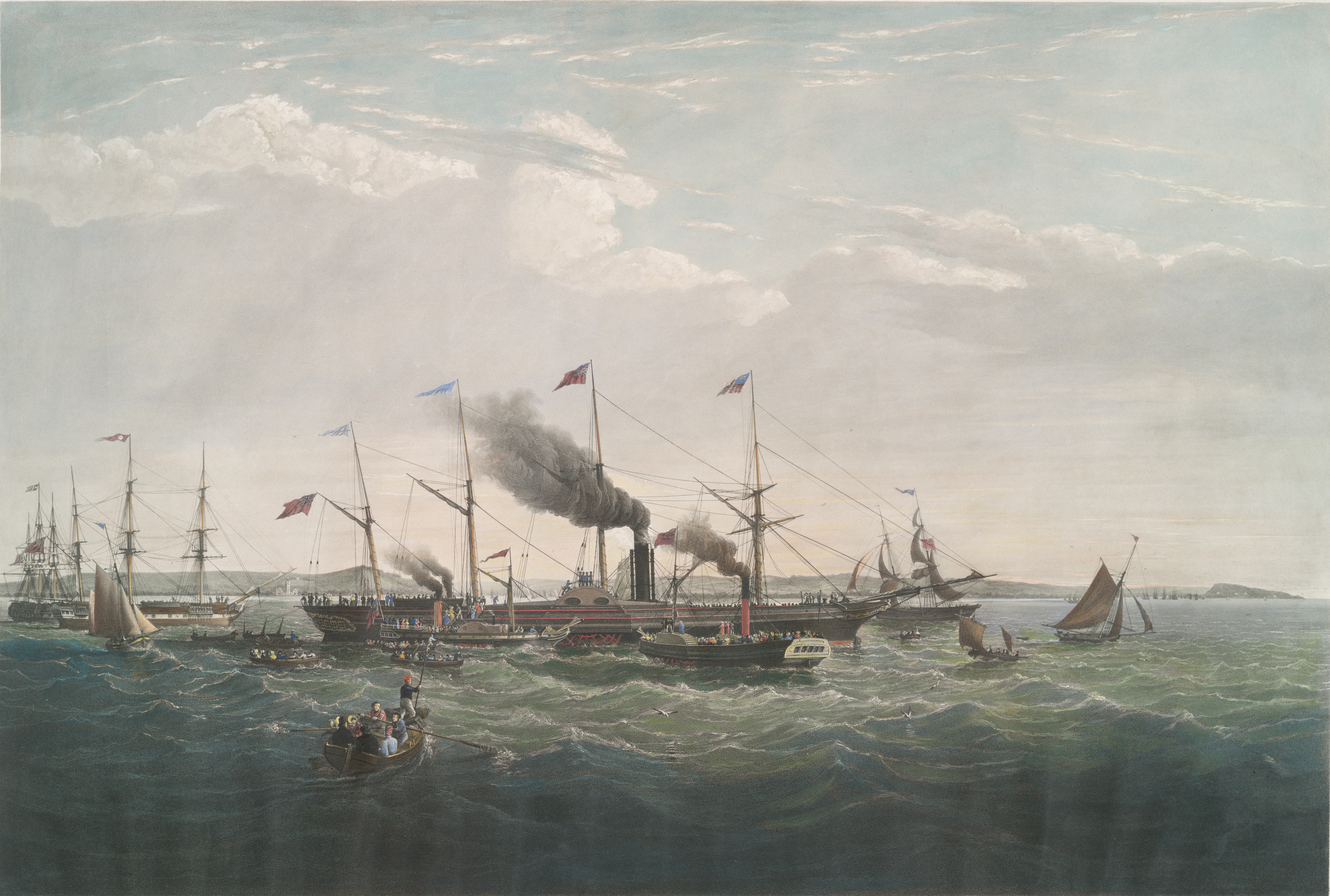
SS大西方號在1838年4月

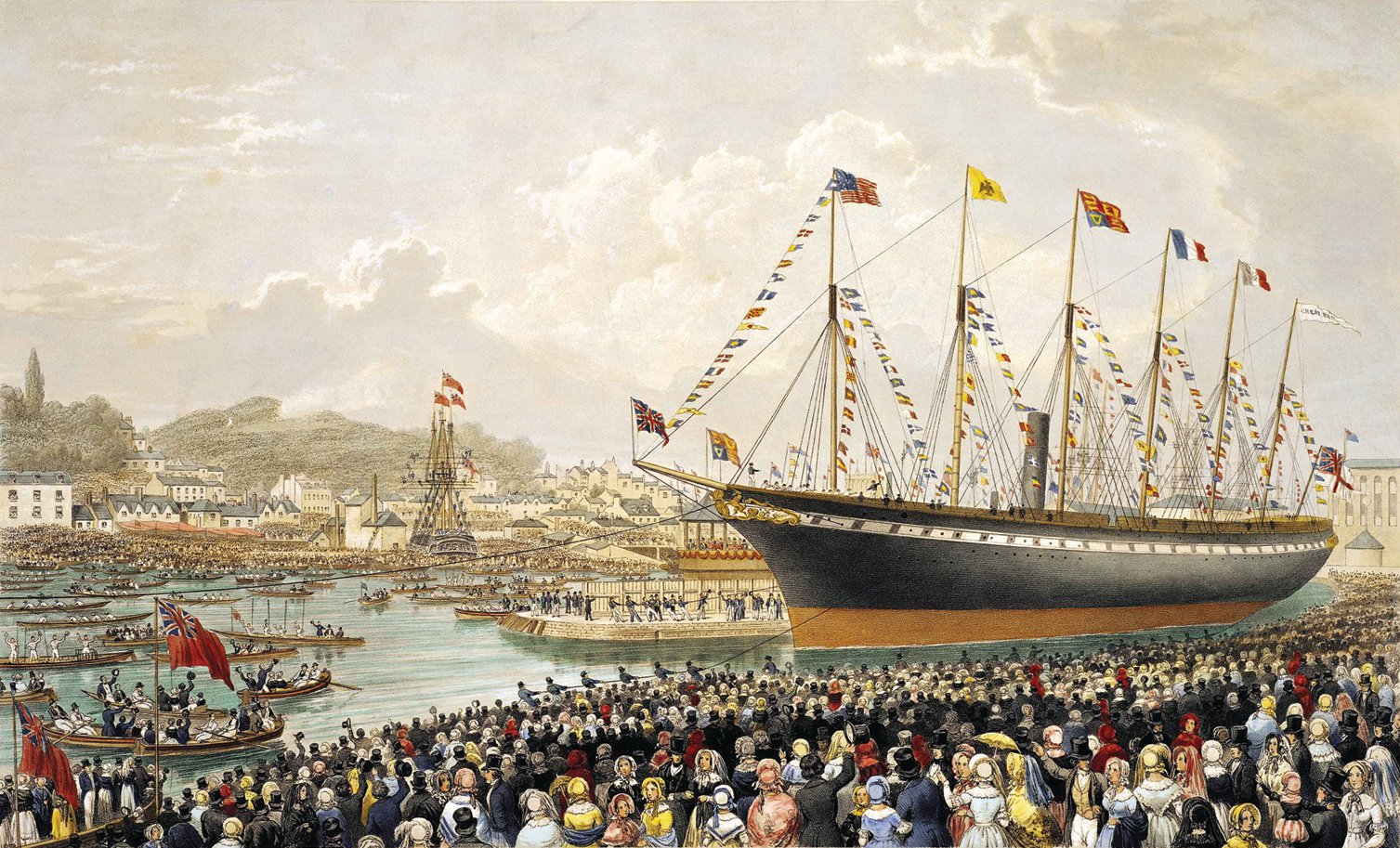
1843年下海前的SS大不列顛

布魯內爾提議在1835年大西部鐵路開業之前，發展從布里斯托爾至紐約市的橫跨大西洋航運。1838年4月8日，|SS大西方號乘載7名乘客和600噸煤炭，從布里斯托爾的埃文茅斯出發。布魯內爾錯過了出航，因為他從倫敦返回時在船上受傷。大西方號到達目的地時如布魯內爾計算，剩下三分之一的煤，證明了商業化大西洋輪船服務的可行性。這導致大西部汽船公司從1838年至1846年將其用於布里斯托爾和紐約之間的定期服務。大西方號進行了64次橫渡。布魯內爾已經堅信螺旋槳驅動的船舶優於外輪船。
在螺旋槳輪船阿基米德號上進行了測試之後，他於SS大不列顛的設計中採用了大型六葉螺旋槳。1845年8月至9月，SS大不列顛首次出航，由利物浦至紐約。處女航後的1846年，她在唐郡的鄧德拉姆擱淺。她得到了救助，並在澳大利亞服務。SS大不列顛目前位於英國布里斯托爾。

## 倫基伊醫院
英國在1854年參加了克里木戰爭，古老的土耳其兵營成為的不列顛陸軍醫院。由於那裡的條件，受傷的士兵患上了霍亂，痢疾，傷寒和瘧疾等多種疾病。
布魯內爾參與了大東方號等工程，但在1855年2月接受了設計和建造軍需醫院的任務，以將臨時預製的醫院運到克里木並在那裡建立。
與布魯內爾共同為大東方號合作過的威廉·埃西設計建造了用於澳大利亞淘金熱以及克里米亞的英國和法國軍隊的木製預製木屋。
醫院設計包括了衛生設施，通風，排水系統，甚至是基本的溫度控制。據報導，在醫院接受治療的大約1300名患者中，只有50例死亡。

## 個人生活
布魯內爾於1836年7月5日與霍斯利（Mary Elizabeth Horsley）結婚（生於1813年）。她來自一個完善的音樂和藝術家庭，是作曲家和管風琴家威廉·霍斯利的長女。
1843年，布魯內爾在為孩子們表演魔術時，意外地吸入了硬幣。他於泰格茅斯休養，在生前未見到他委託威廉·伯恩（William Burn）設計的房屋或花園完成。
布鲁内尔是重度烟瘾者。在大東方首次前往紐約之前，他於1859年9月5日中風，並在十天后的53歲生日過後不久去世。

## 紀念
目前英國各地都有布魯內爾的雕像。人民紀念這位偉大的工程師。

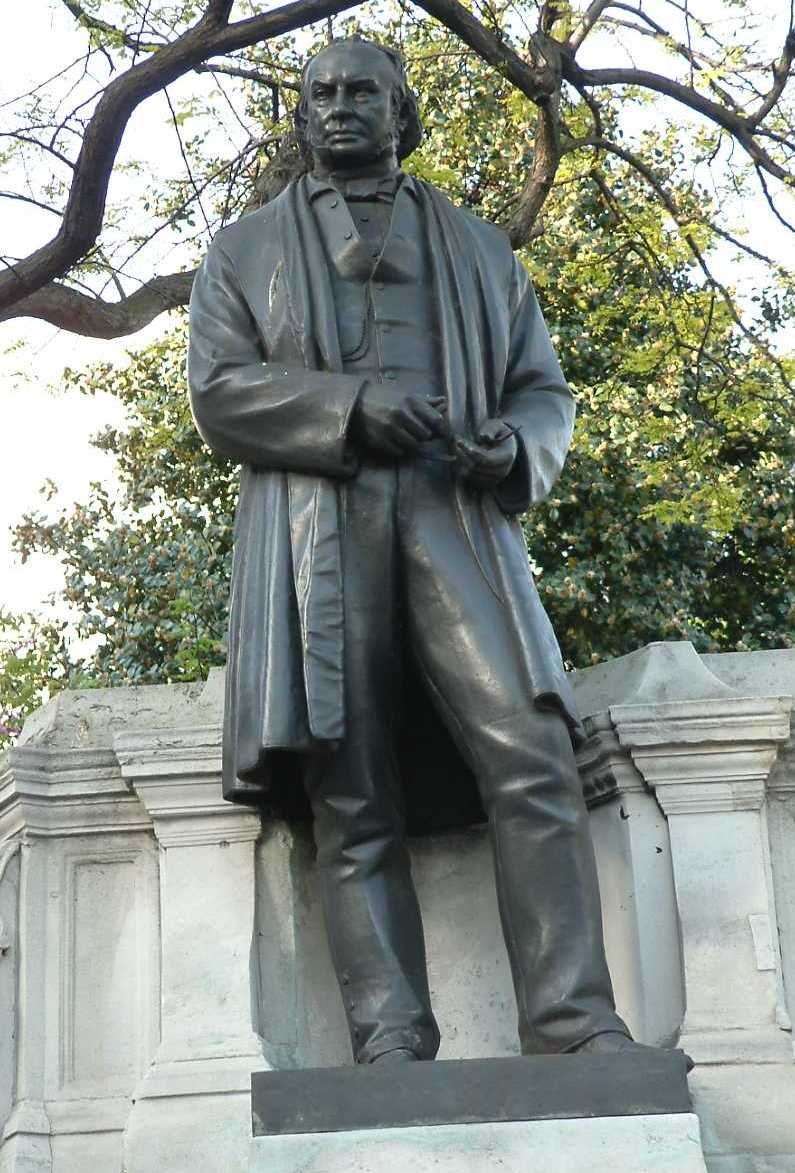
圣殿站附近的布魯內爾像

1957年成立布魯內爾技術學院（Brunel College of Technology），教授特許工程師。1962年學校改稱布魯內爾先進技術學院（Brunel College of Advanced Technology）。1966年布魯內爾先進技術學院升格為布魯內爾大學。
2006年，英國皇家造幣廠為布魯內爾鑄造了2英鎊的紀念幣，紀念他誕生200週年。
在2012年伦敦奥运会开幕典禮上，布鲁内尔再次“登场”，在第二章《绿色而愉悦的土地》中，扮演布鲁内尔的英国莎士比亚戏剧演员肯尼斯·布萊纳，朗诵了莎士比亚喜剧《暴风雨》台词。他的第一句台词「不要怕，这岛上充满了各种声音」也被刻在现场悬挂的奥林匹克大钟上。

## 伸延閱讀
- Isambard Brunel. . David & Charles. 1970 [1870]. Written by Brunel's son
- Celia Brunel Noble. . 1938. Written by Brunel's granddaughter, it adds some family anecdotes and personal information over the previous volume
- Sir Alfred Pugsley, ed. . 1976. A technical presentation of Brunel's opus
- Rob Powell. . Watershed Media Centre. 1985. ISBN 0-9510539-0-6. A study of how early photography portrayed Victorian industry and engineering, including the celebrated picture of Brunel and the launching chains of the Great Eastern
- Steven Brindle. . English Heritage. 2004. ISBN 1-873592-70-1.
- Andrew Mathewson and Derek Laval. . Brunel Exhibition Rotherhithe. 1992. ISBN 0-9504361-1-9.
- Eugene Byrne and Simon Gurr. . Brunel 200. 2006.
- Christopher Silver. . Valonia Press 2007. 2007. ISBN 978-0-9557105-0-6.
- Derek Webb. . Parthian Books. Children's book about the reincarnation of IKB with KeyStage 2 UK curriculum links. 2010. ISBN 978-1-906998-11-0.
- John Canning. . Guild Publishing. Anthology of true historical events with elements of horror. 1971. ISBN 978-0-5171367-1-3.[页码请求]

## 外部連結
- Isambard Brunel的作品  - 古騰堡計劃
- 互联网档案馆中伊桑巴德·金德姆·布鲁内尔的作品或与之相关的作品
- .   [2018-03-12]. （原始内容存档于2008-07-04）. The Times 19 September 1859
- Brunel biography with additional images（页面存档备份，存于） from the Design Museum
- . www.bbc.co.uk.   [2009-08-27]. （原始内容存档于2020-12-05）.
- Brunel portal（页面存档备份，存于）
- . University of Bristol.   [2009-09-09]. （原始内容存档于2011-06-07）.
- . Will Robinson.   [2011-05-12]. （原始内容存档于2019-08-30）.
- .   [2016-05-03]. （原始内容存档于2016-04-29）.